# Podwilcze (gromada)
Podwilcze – dawna gromada, czyli najmniejsza jednostka podziału terytorialnego Polskiej Rzeczypospolitej Ludowej w latach 1954–1972.
Gromady, z gromadzkimi radami narodowymi (GRN) jako organami władzy najniższego stopnia na wsi, funkcjonowały od reformy reorganizującej administrację wiejską przeprowadzonej jesienią 1954 do momentu ich zniesienia z dniem 1 stycznia 1973, tym samym wypierając organizację gminną w latach 1954–1972.
Gromadę Podwilcze  z siedzibą GRN w Podwilczu utworzono – jako jedną z 8759 gromad na obszarze Polski – w powiecie białogardzkim w woj. koszalińskim na mocy uchwały nr 43/54 WRN w Koszalinie z dnia 5 października 1954. W skład jednostki weszły obszary dotychczasowych gromad Podwilcze, Rarwino, Rychówko, Sidłowo, Sińce i Zagórze ze zniesionej gminy Łęczno w tymże powiecie. Dla gromady ustalono 16 członków gromadzkiej rady narodowej.
31 grudnia 1961 do gromady Podwilcze włączono wsie Laski i Stanomino ze zniesionej gromady Łęczno w tymże powiecie oraz obszary dwóch kompleksów gruntów PGR Sidłowo (10,35 ha i 4 ha) z gromady Sławoborze w powiecie świdwińskim w tymże województwie. Z gromady Podwilcze wyłączono natomiast obszar gruntów PGR Krępa (51,45 ha), włączając go do gromady Rąbino w powiecie świdwińskim w tymże województwie.
Gromada przetrwała do końca 1972 roku, czyli do kolejnej reformy gminnej.